# ターニャ・ハイドシェック
ターニャ・ハイドシェック （Tania Heidsieck、出生名:Antoinette Marie Jeanne Bourgain, 1939年 - ）は、フランスのピアニスト。
パリ音楽院でマルセル・シャンピに学ぶ。
1960年にエリック・ハイドシェックと結婚し、1961年から夫とのデュオで活動した。1972年からはソロ活動も展開し、ポール・トルトゥリエらと共演した。